# Monika Sommer-Sieghart

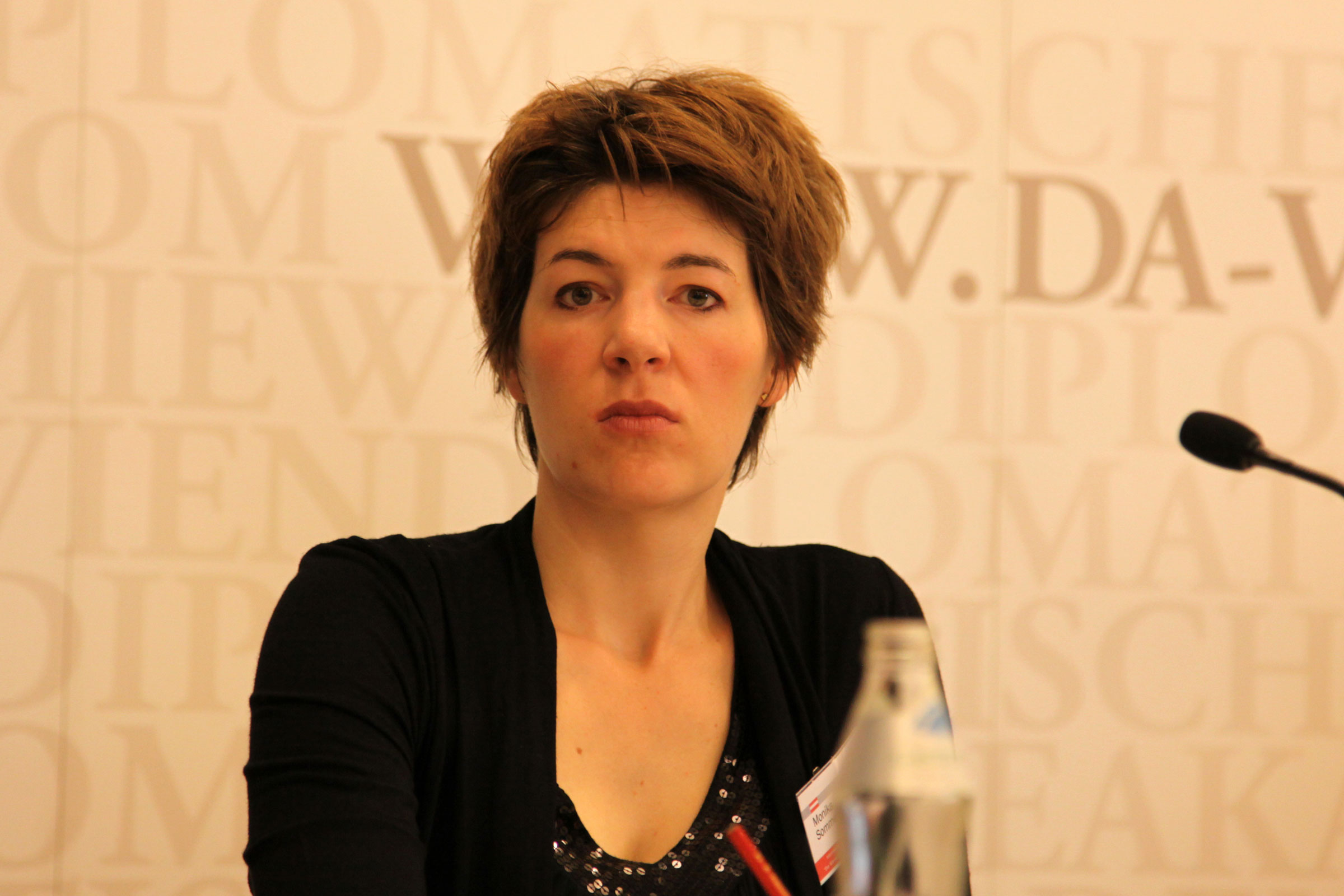
Monika Sommer (2015)

Monika Sommer-Sieghart, auch Monika Sommer, (* 30. November 1974 in Linz) ist eine österreichische Historikerin und Kuratorin. Seit Februar 2017 ist sie Gründungsdirektorin des Hauses der Geschichte Österreich (hdgö).

## Leben
Monika Sommer besuchte das wirtschaftskundliche Realgymnasium an der Schule der Kreuzschwestern Linz. Danach studierte sie Geschichte und Fächerkombination Europäische Ethnologie, Kunstgeschichte und Germanistik in Graz. Ihr Studium schloss sie 1999 an der Universität Graz als Magistra ab. An der Universität Wien promovierte sie 2003 mit einer Dissertation über die Geschichte des Landesmuseums Joanneum.
Von 1999 bis 2003 war sie wissenschaftliche Mitarbeiterin der damaligen Kommission für Kulturwissenschaften und Theatergeschichte der Österreichischen Akademie der Wissenschaften (ÖAW). 2001 bis 2005 war sie außerdem Lektorin an der Universität Wien, der Universität Klagenfurt und der Webster University Vienna.
Von 2003 bis 2013 war sie am Wien Museum tätig, zunächst bis 2008 als Assistentin von Wolfgang Kos, anschließend als Kuratorin. Seit 2006 ist sie Co-Leiterin eines Masterlehrgangs für Ausstellungstheorie und -praxis an der Universität für angewandte Kunst Wien in Museen. Einen Lehrauftrag hatte sie außerdem an der Universität Linz. Im Rahmen von Linz 2009 – Kulturhauptstadt Europas kuratierte sie gemeinsam mit Dagmar Höss und Heidemarie Uhl das Projekt In Situ.Zeitgeschichte findet Stadt, für das Dommuseum Wien und das Tiroler Landesmuseum war sie beratend tätig. Von 2014 bis 2016 war sie Leiterin des Kulturprogramms des Europäischen Forums Alpbach und verantwortete als Kuratorin mehrere Ausstellungsprojekte z. B. im Äußeren Burgtor am Wiener Heldenplatz.
Anfang 2017 wurde sie von der Generaldirektorin der Österreichischen Nationalbibliothek, Johanna Rachinger, zur Gründungsdirektorin des neu geschaffenen Hauses der Geschichte Österreich (HDGÖ) bestellt, das im November 2018 zum 100. Jahrestag der Ausrufung der Republik in der Neuen Burg am Heldenplatz eröffnete. Der Vertrag von Monika Sommer als Direktorin des HDGÖ wurde zunächst bis Februar 2022 abgeschlossen. Im November 2021 wurde ihr Vertrag um weitere fünf Jahre verlängert.
Monika Sommer ist Vorstandsmitglied von schnittpunkt. ausstellungstheorie & praxis und Finanzreferentin des Österreichischen Museumsbundes sowie Mitglied der Militärhistorischen Denkmalkommission des Bundesministeriums für Landesverteidigung. Monika Sommer ist weiters Mitglied des 15-köpfigen wissenschaftlichen Beirates des in Entstehung begriffenen Haus der Geschichte Nordrhein-Westfalen. 2023 wurde sie neben Oliver Rathkolb, Helmut Wohnout und Georg Marschnig Mitglied im wissenschaftlichen Beirat des Dokumentationsprojektes Via Austriae von ORF III, in dem über vier Jahre, vier Staffeln und 40 Folgen mehr als 1000 Jahre österreichischer Geschichte betrachtet  werden soll.

## Auszeichnungen und Nominierungen
- 2001: Wissenschaftspreis der Arbeiterkammer Oberösterreich
- 2010: Theodor-Körner-Preis – Preis der Stadt Wien für Kuratoren-Tätigkeit[15]
- 2019: Nominierung durch die Tageszeitung Die Presse zur Österreicherin des Jahres in der Kategorie Kulturerbe[16]
- 2021: Preis der Stadt Wien für Volksbildung[17][18][19]

## Publikationen (Auswahl)
- mit Moritz Csáky und Jacques Le Rider: Transnationale Gedächtnisorte in Zentraleuropa. Studien-Verlag, Innsbruck/Wien/München/Bozen 2002, ISBN 3-7065-1809-0.
- mit Michaela Lindinger: Die Augen der Welt auf Wien gerichtet: Gipfel 1961 Chruschtschow-Kennedy. Wien Museum, StudienVerlag, Innsbruck 2005, ISBN 3-7065-4086-X.
- mit Marcus Gräser und Ursula Prutsch: Imaging Vienna. Innensichten, Außensichten, Stadterzählungen. Turia und Kant, Wien 2006, ISBN 3-85132-436-6.
- Hieronymus Löschenkohl: Sensationen aus dem alten Wien. Brandstätter Verlag, Wien 2009, ISBN 978-3-85033-314-6.
- mit Heidemarie Uhl: Mythos Alt-Wien: Spannungsfelder urbaner Identitäten. Wien Museum. StudienVerlag, Innsbruck / Wien / Bozen 2009, ISBN 978-3-7065-4386-6 k
- mit Charlotte Martinz-Turek: Storyline: Narrationen im Museum. Turia + Kant, Wien 2009, ISBN 978-3-85132-547-8.
- mit Alexandra Steiner-Strauss: Gustav Klimt und Wien: Spaziergänge zu den Orten seines Wirkens. Metroverlag, Wien 2012, ISBN 978-3-99300-068-4.
- mit Birgit Johler und Alexandra Steiner: Anna Freud in Wien: ein Rundgang zu Orten der Psychoanalyse. Verlag Turia + Kant, Wien/Berlin 2016, ISBN 978-3-85132-777-9.
- mit Heidemarie Uhl und Klaus Zeyringer: 100 × Österreich: Neue Essays aus Literatur und Wissenschaft. Kremayr & Scheriau, Wien 2018, ISBN 978-3-218-01131-0.
- The Voices. Eine temporäre Klanginstallation von Susan Philipsz am Wiener Heldenplatz anlässlich des Gedenkjahres 2018, Wien 2018, ISBN 978-3-01-000043-7.
- mit Michaela Raggam-Blesch, Heidemarie Uhl: Nur die Geigen sind geblieben. Alma & Arnold Rosé, Wien 2019, ISBN 978-3-01-000046-8.
- mit Nicole-Melanie Goll, Stefan Benedik, Georg Hoffmann, Brigit Johler, Eva Meran, Heidemarie Uhl: Was ist Österreich? Menschen und Geschichten in 101 Objekten, Wien 2019, ISBN 978-3-01-000047-5.